# Aleteria angulilinea
Aleteria angulilinea är en fjärilsart som beskrevs av George Francis Hampson. Aleteria angulilinea ingår i släktet Aleteria och familjen nattflyn. Inga underarter finns listade i Catalogue of Life.